# Бурунгут
Бурунгут — упразднённое село в составе Ново-Янсаитовского сельсовета Караидельского района Башкирской АССР РСФСР. Ныне территория Караярского сельсовета в Караидельском районе Республики Башкортостан Российской Федерации.
Существовало до 1950-х гг.

## Топоним
Основано как выселок Бурунгут, затем известна как деревня Старо-Бурунгут, в 1930-е годы — село Ново-Бурунгут.

## География
Располагалось на р. Юрюзань, ныне побережье Павловского водохранилища.

### Географическое положение
Расстояние до:
- районного центра (Караидель): 24 км,
- ближайшей ж/д станции (Щучье Озеро): 101 км.

## История
Основано башкирами-вотчинниками как выселок под названием Бурунгут на территории Байкибашевской волости Бирского уезда. 

## Население
В 1902 проживало 12 человек, в 1906 - 80, в 1920—233, в 1939—341 человек.

## Инфраструктура
Основа экономики — сельское хозяйство. В 1902 году учтено 3 двора, в 1920 - 41, в 1925 — 37 хозяйств. 
В 1906 году зафиксирована бакалейная лавка.